# Melipona
Genre
Melipona est un genre d'abeilles sans dard de la tribu des Meliponini et de la famille des Apidés.  

## Distribution
Ces abeilles mélipones se rencontrent au Mexique, en Amérique centrale, aux Antilles et Amérique du Sud (sur tout le territoire du Mexique, notamment au Chiapas et dans la péninsule du Yucatán, jusqu'en Argentine, dans les provinces de Misiones et Tucumán).

## Importance économique

### Production de la vanille
En Amérique centrale, des abeilles du genre Melipona ont été suspectées d'être les pollinisateurs de la vanille, une orchidée strictement allogame. Ce rôle est aussi rempli par une autre sorte d'abeille sauvage endémique du Mexique : les euglossines .

### Domestication
Certaines espèces sont élevées pour leur miel en méliponiculture.

## Liste d'espèces
Selon Catalogue of Life (4 novembre 2013) :
- Melipona amazonica
- Melipona asilvai
- Melipona baeri
- Melipona beecheii
- Melipona belizeae
- Melipona bicolor
- Melipona boliviana
- Melipona brachychaeta
- Melipona bradleyi
- Melipona capixaba
- Melipona captiosa
- Melipona carrikeri
- Melipona colimana
- Melipona compressipes
- Melipona cramptoni
- Melipona crinita
- Melipona dubia
- Melipona eburnea
- Melipona fasciata
- Melipona fasciculata
- Melipona favosa
- Melipona flavolineata
- Melipona fuliginosa
- Melipona fulva
- Melipona fuscata
- Melipona fuscopilosa
- Melipona grandis
- Melipona illota
- Melipona indecisa
- Melipona interrupta
- Melipona lateralis
- Melipona lupitae
- Melipona mandacaia
- Melipona marginata
- Melipona melanoventer
- Melipona merrillae
- Melipona micheneri
- Melipona mimetica
- Melipona mondury
- Melipona nebulosa
- Melipona nigrescens
- Melipona obscurior
- Melipona ogilviei
- Melipona orbignyi
- Melipona panamica
- Melipona paraensis
- Melipona peruviana
- Melipona puncticollis
- Melipona quadrifasciata
- Melipona quinquefasciata
- Melipona rufescens
- Melipona rufiventris
- Melipona salti
- Melipona schwarzi
- Melipona scutellaris
- Melipona seminigra
- Melipona solani
- Melipona subnitida
- Melipona torrida
- Melipona triplaridis
- Melipona tumupasae
- Melipona variegatipes
- Melipona yucatanica

Selon ITIS (4 novembre 2013) :
- Melipona amazonica Schulz, 1905
- Melipona asilvai Moure, 1971
- Melipona baeri Vachal, 1904
- Melipona beecheii Bennett, 1831
- Melipona belizeae Schwarz, 1932
- Melipona bicolor Lepeletier, 1836
- Melipona boliviana Schwarz, 1932
- Melipona brachychaeta Moure, 1950
- Melipona bradleyi Schwarz, 1932
- Melipona capixaba Moure & Camargo, 1995
- Melipona captiosa Moure, 1962
- Melipona carrikeri Cockerell, 1919
- Melipona colimana Ayala, 1999
- Melipona compressipes (Fabricius, 1804)
- Melipona cramptoni Cockerell, 1920
- Melipona crinita Moure & Kerr, 1950
- Melipona dubia Moure & Kerr, 1950
- Melipona eburnea Friese, 1900
- Melipona fasciata Latreille, 1811
- Melipona fasciculata Smith, 1854
- Melipona favosa (Fabricius, 1798)
- Melipona flavolineata Friese, 1900
- Melipona fuliginosa Lepeletier, 1836
- Melipona fulva Lepeletier, 1836
- Melipona fuscata Lepeletier, 1836
- Melipona fuscopilosa Moure & Kerr, 1950
- Melipona grandis Guérin-Méneville, 1844
- Melipona illota Cockerell, 1919
- Melipona indecisa Cockerell, 1919
- Melipona interrupta Latreille, 1811
- Melipona lateralis Erichson, 1848
- Melipona lupitae Ayala, 1999
- Melipona mandacaia Smith, 1863
- Melipona marginata Lepeletier, 1836
- Melipona melanoventer Schwarz, 1932
- Melipona merrillae Cockerell, 1919
- Melipona micheneri Schwarz, 1951
- Melipona mimetica Cockerell, 1914
- Melipona mondury Smith, 1863
- Melipona nebulosa Camargo, 1988
- Melipona nigrescens Friese, 1900
- Melipona obscurior Moure, 1971
- Melipona ogilviei Schwarz, 1932
- Melipona orbignyi (Guérin-Méneville, 1844)
- Melipona panamica Cockerell, 1919
- Melipona paraensis Ducke, 1916
- Melipona peruviana Friese, 1900
- Melipona puncticollis Friese, 1902
- Melipona quadrifasciata Lepeletier, 1836
- Melipona quinquefasciata Lepeletier, 1836
- Melipona rufescens Friese, 1900
- Melipona rufiventris Lepeletier, 1836
- Melipona salti Schwarz, 1932
- Melipona schwarzi Moure, 1963
- Melipona scutellaris Latreille, 1811
- Melipona seminigra Friese, 1903
- Melipona solani Cockerell, 1912
- Melipona subnitida Ducke, 1911
- Melipona torrida Friese, 1917
- Melipona triplaridis Cockerell, 1925
- Melipona tumupasae Schwarz, 1932
- Melipona variegatipes Gribodo, 1893
- Melipona yucatanica Camargo, Moure & Roubik, 1988

Selon NCBI (4 novembre 2013) :
- Melipona amazonica
- Melipona asilvai
- Melipona beecheii
- Melipona bicolor
- Melipona bradleyi
- Melipona capixaba
- Melipona captiosa
- Melipona colimana
- Melipona compressipes
- Melipona costaricaensis
- Melipona crinita
- Melipona eburnea
- Melipona fasciata
- Melipona fasciculata
- Melipona favosa
- Melipona flavolineata
- Melipona fuliginosa
- Melipona fulva
- Melipona fuscopilosa
- Melipona grandis
- Melipona illota
- Melipona illustris
- Melipona interrupta
- Melipona lateralis
- Melipona mandacaia
- Melipona marginata
- Melipona melanopleura
- Melipona melanoventer
- Melipona micheneri
- Melipona mondury
- Melipona nebulosa
- Melipona ogilviei
- Melipona orbignyi
- Melipona panamica
- Melipona quadrifasciata
- Melipona quinquefasciata
- Melipona rufiventris
- Melipona scutellaris
- Melipona seminigra
- Melipona solani
- Melipona subnitida
- Melipona titania
- Melipona triplaridis
- Melipona tumupasae
- Melipona variegatipes
- Melipona yucatanica